# Paranannopus caheti
Paranannopus caheti är en kräftdjursart som beskrevs av Jacques Soyer 1964. Paranannopus caheti ingår i släktet Paranannopus och familjen Pseudotachidiidae. Inga underarter finns listade i Catalogue of Life.